# كناز (اسم)
كناز هو اسم علم مذكر من أصل عربي، ومعناه هو المجتمع اللحم قويّة يقال «جارية كناز» إذا كانت ذات لحم كثير صلب ولعله من كلمة «كنز» وهو الادخار ومفرده وجمعه واحد وكناز اسم مثل كناز بن الحصين (ت 12هـ) صحابي شهد بدرًا والخندق وقد يسمون به الأنثى.

## وصلات خارجية
- موسوعة السلطان قابوس لأسماء العرب نسخة محفوظة 5 أبريل 2019 على موقع واي باك مشين.